# Jeremy Wariner
Jeremy Mathew Wariner (Irving, 31 gennaio 1984) è un ex velocista statunitense, campione olimpico dei 400 metri piani ad Atene 2004 e medaglia d'argento a Pechino 2008.
È il quarto uomo più veloce di tutti i tempi nei 400 metri piani con il tempo di 43"45, dietro il sudafricano Wayde van Niekerk (43"03) e i connazionali Michael Johnson (43"18) e Butch Reynolds (43"29).

## Biografia
Inizia la sua carriera sportiva nella squadra di calcio della Lamar High School di Arlington (Texas), ma abbandona al secondo anno per dedicarsi all'atletica leggera. Wariner frequenta la Baylor University ed è allenato da Clyde Hart (ex-allenatore della Baylor, ritiratosi per seguire Michael Johnson).

### Olimpiadi di Atene 2004: le prime vittorie internazionali
Ai Giochi olimpici di Atene del 2004 vince le sue prime medaglie in un evento internazionale, conquistando l'oro sui 400 metri piani correndo in 44 secondi netti e con la staffetta 4×400 metri (2'55"91). È il primo bianco a vincere l'oro sui 400 m dai tempi di Viktor Markin, nel 1980, ed il primo statunitense bianco a vincere una medaglia in una qualsiasi specialità di velocità da quando Michael Larrabee vinse i 400 m nel 1964. In ogni caso Wariner non si vede come il rappresentante di un particolare gruppo o razza, ma piuttosto come il risultato di un duro lavoro e delle attenzioni di un ottimo allenatore.

### Helsinki 2005: la prima volta sotto i 44 secondi

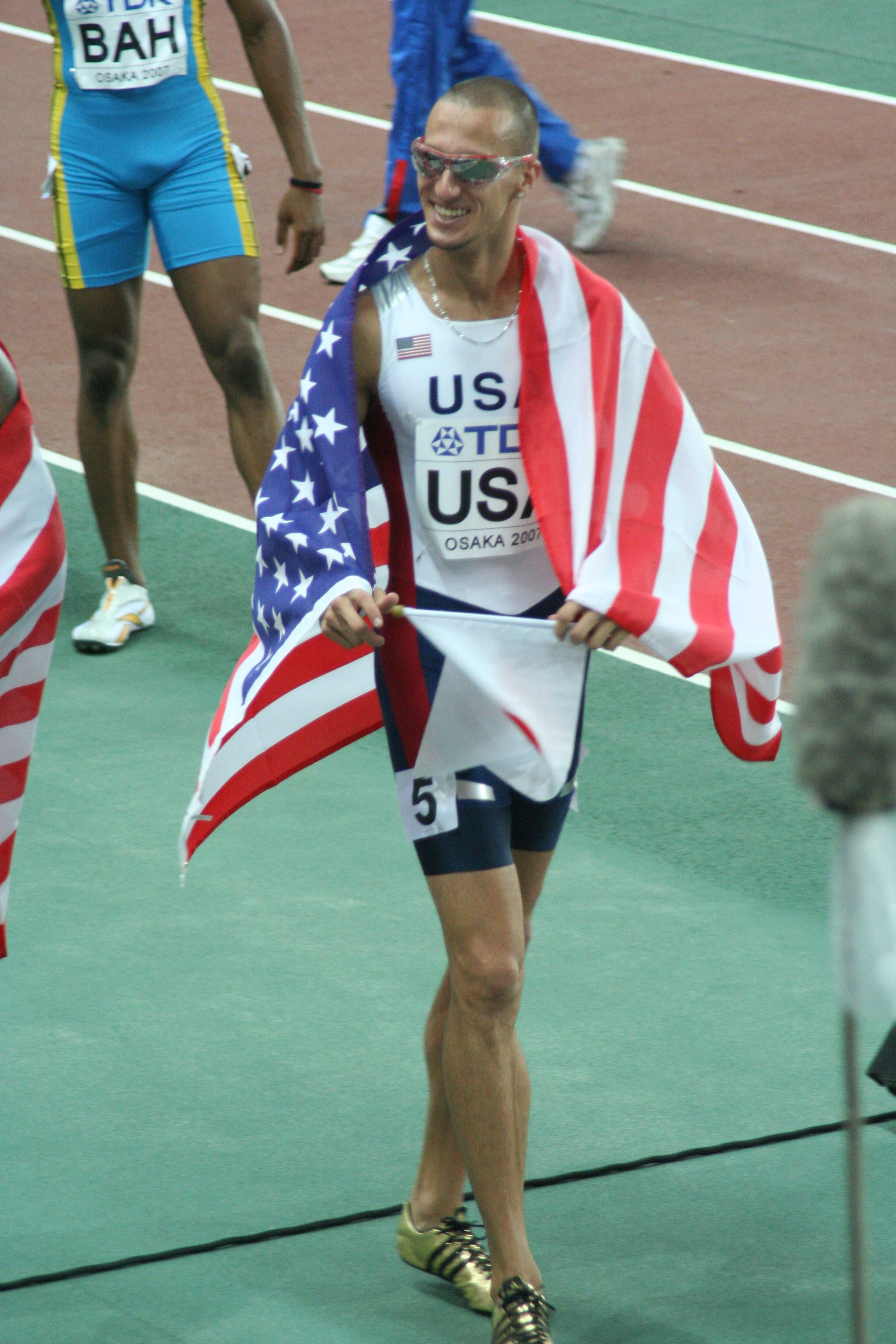
Jeremy Wariner festeggia il titolo mondiale ad Osaka nel 2007

Nel 2005, Wariner vince sui 400 m ai campionati nazionali con il tempo di 44"20. Sempre nello stesso anno ai Mondiali di Helsinki vince il titolo con il tempo di 43"93, diventando uno dei pochi atleti al mondo a scendere sotto il muro dei 44 secondi, assieme a lui oggi ci sono i nomi di Michael Johnson, Butch Reynolds, Quincy Watts, LaShawn Merritt, Danny Everett, Lee Evans, Steve Lewis, Kirani James e Larry James. Oltre alla vittoria nella prova individuale porta ancora una volta il team statunitense alla medaglia d'oro nella staffetta 4×400 metri (2'56"91).

### 2006: nuovi primati personali
L'8 luglio 2006 al Meeting Areva di Saint-Denis stabilisce il suo nuovo primato personale sui 400 m con il tempo di 43"91. Il 14 luglio al Golden Gala di Roma lo migliora ulteriormente chiudendo in 43"62, tempo che lo piazza al quarto posto nella classifica all-time, il suo obiettivo è quello di battere il record mondiale di 43"18 stabilito nel 1999 da Michael Johnson, suo attuale agente e mentore. Qualche giorno dopo a Londra corre ancora sotto il muro dei 44 secondi in 43"99.

### Osaka 2007
Al DN Galan di Stoccolma, il 7 agosto 2007, migliora ulteriormente il suo personale sui 400 m con 43"50, risultato che rappresenta anche il miglior tempo dell'anno. Ai Mondiali di atletica di Osaka, dopo una semifinale corsa in 44"34, conquista il suo secondo titolo mondiale, limando il primato personale di cinque centesimi e portandolo a 43"45, tempo che gli permette di essere il terzo uomo più veloce di sempre sulla distanza. La staffetta la vince in 2'55"56.

### Olimpiadi di Pechino 2008: la prima sconfitta dal 2004
Nel 2008 decide di cambiare allenatore, lasciando Clyde Hart per Michael Ford, assistente dello stesso Hart. Il 6 giugno ai Bislett Games di Oslo segna il proprio primato stagionale di 43"98, che migliorerà in seguito a Saint-Denis con 43"86. Ai Giochi olimpici di Pechino non riesce a bissare la vittoria di Atene nei 400 metri, venendo battuto dal connazionale LaShawn Merritt, che distaccandolo di quasi un secondo (99 centesimi) si aggiudica il quinto atleta più veloce di sempre. Il suo tempo di 44"74 gli permette di conquistare solo un argento, ma si rifà parzialmente con l'oro olimpico sulla staffetta 4×400 metri con il tempo di 2'55"39 (record olimpico). Il 12 giugno corre al Golden Spike di Ostrava i 300 metri in 31"72, record del meeting battuto poi da Usain Bolt con il tempo di 30"97. Il 29 agosto si prende una piccola rivincita sul rivale Merritt vincendo il meeting di Zurigo con il tempo di 43"82 contro un più discreto 44"43 del campione olimpico.

### Berlino 2009

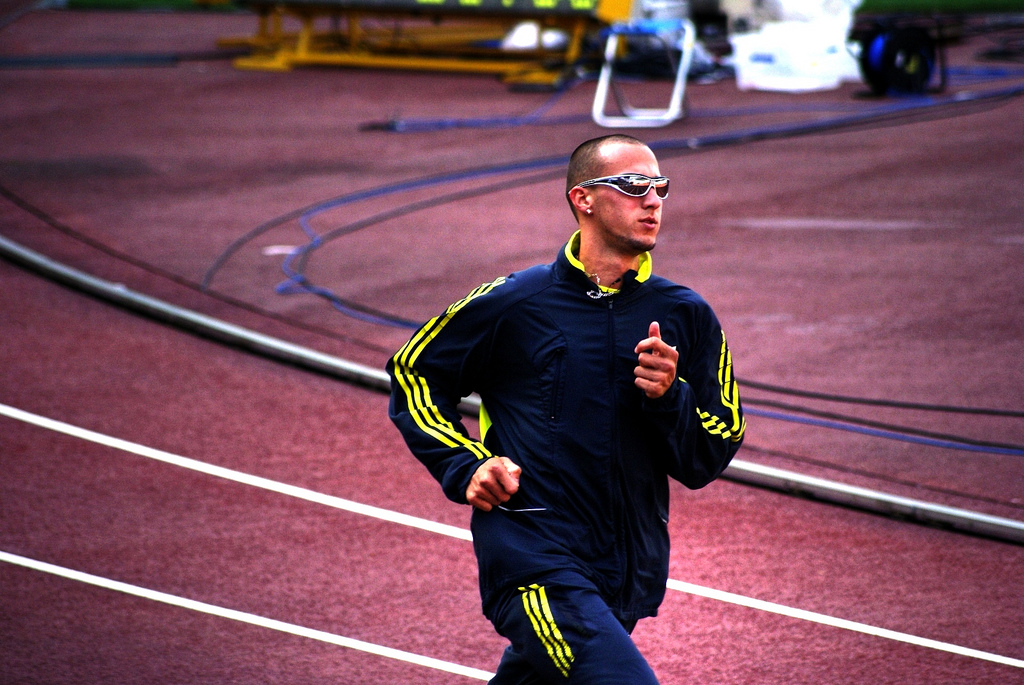
Jeremy Wariner nel 2009

L'anno successivo ai Mondiali di Berlino viene nuovamente sconfitto da LaShawn Merritt, dovendo accontentarsi, ancora una volta, dell'argento, con il tempo 44"60 che resterà il suo primato stagionale. Infatti per la prima volta dopo 4 anni Wariner non riesce più a correre sotto i 44 secondi, situandosi al terzo posto della classifica stagionale, dopo LaShawn Merritt (44"06) e Renny Quow (44"53). Il 23 agosto vince la staffetta in 2'57"86.

### 2010: vittoria della IAAF Diamond League
Nel 2010 Wariner partecipa a 5 tappe della Diamond League vincendole tutte (probabilmente agevolato anche dalla temporanea sospensione di LaShawn Merritt, atleta poi trovato positivo alla DHEA, steroide anabolizzante), corre la sua prima gara del circuito allo Shanghai Golden Grand Prix concludendo in 45"51, mentre la sua seconda gara al Golden Gala di Roma la vince andando sotto i 45 secondi, percorrendola in 44"73. Segna le seguenti vittorie a Parigi e a Londra, correndo rispettivamente in 44"49 e 44"67.
Conclude il circuito il 27 agosto al Memorial Van Damme di Bruxelles, con il tempo di 44"13, vicino al muro dei 44 secondi, aggiudicandosi la vittoria della Diamond League e il primo posto nel ranking mondiale.

### 2011: infortunio e forfait ai mondiali di Daegu
Esordisce la stagione 2011 il 4 giugno al meeting di Eugene, dove arriva secondo con 45"43 dietro allo statunitense Angelo Taylor (45"16), vince poi la quinta tappa del circuito a New York chiudendo in 45"13. Ai trials statunitensi arriva secondo con il tempo 44"98 dietro a Tony McQuay (44"68), mentre al meeting Areva chiude solo quarto con 45"50.
Un infortunio al piede gli impedisce poi di prendere parte ai mondiali di Daegu; a proposito Wariner dichiara di esserne molto dispiaciuto e farà comunque tutto il possibile per vincere le prossime Olimpiadi.

### 2012-2014: gli anni neri
Wariner esordisce ad aprile nell'anno olimpico, quello che dovrebbe essere del riscatto, senza comunque destare buone impressioni. Ai trials statunitensi, valevoli per la qualificazione ai Giochi olimpici di Londra 2012, si classifica 6º in finale con 45"24, mancando in maniera netta la qualificazione all'Olimpiade, dove tra l'altro non riuscirà a prendere parte alla staffetta 4×400 m, nemmeno alle batterie di qualificazione, mancando l'occasione di vincere la medaglia anche in questa disciplina.
Nel 2013 ritenta la qualificazione per i Campionati mondiali di Mosca, ma stavolta non riuscirà a superare nemmeno le batterie, registrando un deludente 48"04, il peggior tempo in assoluto di tutti i 30 registrati.
La stagione all'aperto del 2014 non inizia bene per Wariner che nel meeting di Ponce ad inizio maggio fa registrare un deludente 6º posto in 46"01. Questo risulterà il suo miglior risultato stagionale.

### Il ritiro
Dopo vari infortuni, risultati deludenti ed una prova sugli 800 m, decide di ritirarsi definitivamente dall'atletica nel 2017.
Jeremy Wariner, oltre a essere il quarto miglior quattrocentista di sempre, è anche il secondo atleta, assieme a LaShawn Merritt, ad essere sceso più volte sotto il muro dei 44 secondi (9 volte), dietro a Michael Johnson (22 volte), l'ultima prestazione è stata registrata a Zurigo il 29 agosto 2008 (tempo 43"82).

## Progressione

### 400 metri piani
| Stagione | Tempo | Luogo        | Data      | Rank. Mond. |
| -------- | ----- | ------------ | --------- | ----------- |
| 2016     | 45"51 | Edmonton     | 15-7-2016 | 70º         |
| 2015     | 45"42 | Edmonton     | 12-7-2015 | 74º         |
| 2014     | 46"01 | Ponce        | 17-5-2014 | 148º        |
| 2013     | 45"35 | Des Moines   | 26-4-2013 | 19º         |
| 2012     | 44"96 | Walnut       | 21-4-2012 | 19º         |
| 2011     | 44"88 | Baie-Mahault | 7-5-2011  | 16º         |
| 2010     | 44"13 | Zurigo       | 19-8-2010 | 1º          |
| 2009     | 44"60 | Berlino      | 21-8-2009 | 3º          |
| 2008     | 43"82 | Zurigo       | 29-8-2008 | 2º          |
| 2007     | 43"45 | Osaka        | 31-8-2007 | 1º          |
| 2006     | 43"62 | Roma         | 14-7-2006 | 1º          |
| 2005     | 43"93 | Helsinki     | 12-8-2005 | 1º          |
| 2004     | 44"00 | Atene        | 23-8-2004 | 1º          |
| 2003     | 45"13 | Tempe        | 12-4-2003 | 27º         |
| 2002     | 45"57 | Lubbock      | 27-4-2002 | 40º         |
| 2001     | 46"87 | Lubbock      | 28-4-2001 | 305º        |

## Palmarès
| Anno | Manifestazione  | Sede     | Evento      | Risultato | Prestazione | Note                                     |
| ---- | --------------- | -------- | ----------- | --------- | ----------- | ---------------------------------------- |
| 2004 | Giochi olimpici | Atene    | 400 m piani | Oro       | 44"00       | Miglior prestazione personale            |
| 2004 | Giochi olimpici | Atene    | 4×400 m     | Oro       | 2'55"91     |                                          |
| 2005 | Mondiali        | Helsinki | 400 m piani | Oro       | 43"93       | Miglior prestazione mondiale stagionale  |
| 2005 | Mondiali        | Helsinki | 4×400 m     | Oro       | 2'56"91     | Miglior prestazione mondiale stagionale  |
| 2007 | Mondiali        | Osaka    | 400 m piani | Oro       | 43"45       | Miglior prestazione mondiale stagionale  |
| 2007 | Mondiali        | Osaka    | 4×400 m     | Oro       | 2'55"56     | Miglior prestazione mondiale stagionale  |
| 2008 | Giochi olimpici | Pechino  | 400 m piani | Argento   | 44"74       |                                          |
| 2008 | Giochi olimpici | Pechino  | 4×400 m     | Oro       | 2'55"39     | Record olimpico                          |
| 2009 | Mondiali        | Berlino  | 400 m piani | Argento   | 44"60       | Miglior prestazione personale stagionale |
| 2009 | Mondiali        | Berlino  | 4×400 m     | Oro       | 2'57"86     | Miglior prestazione mondiale stagionale  |
| 2015 | World Relays    | Nassau   | 4×400 m     | Oro       | 2'58"43     | Miglior prestazione mondiale stagionale  |

## Campionati nazionali

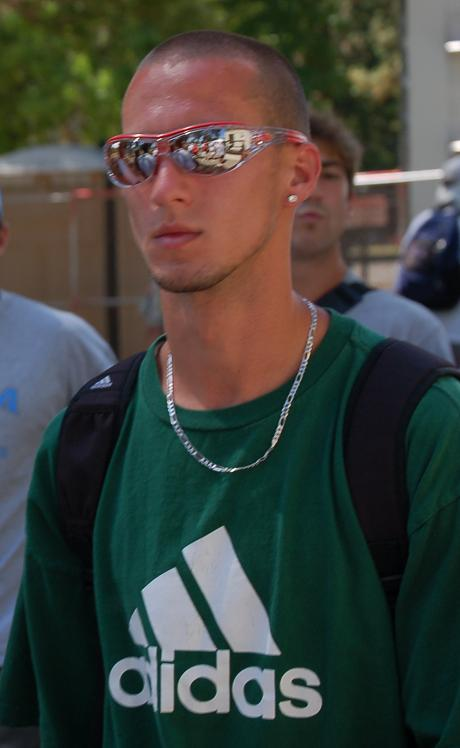
Jeremy Wariner nel 2006

- 2 volte campione nazionale nei 400 metri piani (2004, 2005)
- 1 volta campione NCAA nei 400 metri piani (2004)
- 1 volta campione NCAA indoor nei 400 metri piani (2004)
- 1 volta campione NCAA nella staffetta 4×400 metri (2004)
- 1 volta campione NCAA indoor nella staffetta 4×400 metri (2004)

2002
- 4º ai Campionati statunitensi juniores, 400 m piani - 46"10

2003
- Argento ai Campionati statunitensi juniores, 400 m piani - 46"41

2004
- Oro ai Campionati statunitensi, 400 m piani - 44"37
- Oro ai Campionati NCAA, 400 m piani - 44"71
- Oro ai Campionati NCAA, 4×400 m - 3'01"03
- Oro ai Campionati NCAA indoor, 400 m piani - 45"39
- Oro ai Campionati NCAA indoor, 4×400 m - 3'03"96

2005
- Oro ai Campionati statunitensi, 400 m piani - 44"20

2006
- 5º ai Campionati statunitensi, 200 m piani - 20"24

2007
- 4º ai Campionati statunitensi, 200 m piani - 20"35

2008
- Argento ai Campionati statunitensi, 400 m piani - 44"20

2011
- Argento ai Campionati statunitensi, 400 m piani - 44"98

## Altre competizioni internazionali
2005
- 8º alla World Athletics Final ( Monaco), 400 m piani - 46"37
- Oro alla Weltklasse Zürich ( Zurigo), 400 m piani - 44"67
- Oro al Bauhaus-Galan ( Stoccolma), 400 m piani - 44"90
- Oro all'Athletissima ( Losanna), 400 m piani - 44"96

2006
- Oro alla World Athletics Final ( Stoccarda), 400 m piani - 44"02
- Oro al Golden Gala ( Roma) - 43"62
- Oro al Meeting de Paris ( Parigi), 400 m piani - 43"91
- Oro al Bauhaus-Galan ( Stoccolma), 400 m piani - 44"02
- Oro alla Weltklasse Zürich ( Zurigo), 400 m piani - 44"20
- Oro all'ISTAF Berlin ( Berlino), 400 m piani - 44"26
- Oro al Memorial Van Damme ( Bruxelles), 400 m piani - 44"29
- Oro ai Bislett Games ( Oslo), 400 m piani - 44"31

2007
- Oro al Bauhaus-Galan ( Stoccolma), 400 m piani - 43"50
- Oro allo Shanghai Golden Grand Prix ( Shanghai), 400 m piani - 44"02
- Oro all'ISTAF Berlin ( Berlino), 400 m piani - 44"05
- 6º all'Athletissima ( Losanna), 200 m piani - 20"52

2008
- Argento alla World Athletics Final ( Stoccarda), 400 m piani - 44"51
- Oro alla Weltklasse Zürich ( Zurigo), 400 m piani - 43"82
- Oro al Meeting de Paris ( Parigi), 400 m piani - 43"86
- Oro ai Bislett Games ( Oslo), 400 m piani - 43"98
- Argento all'ISTAF Berlin ( Berlino), 400 m piani - 44"07
- Oro al Bauhaus-Galan ( Stoccolma), 400 m piani - 44"29
- Oro al Golden Gala ( Roma) - 44"36
- Oro al Memorial Van Damme ( Bruxelles), 400 m piani - 44"44
- Oro al Golden Spike Ostrava ( Ostrava), 300 m piani - 31"72

2009
- Argento alla Weltklasse Zürich ( Zurigo), 400 m piani - 44"62
- Oro al Bauhaus-Galan ( Stoccolma), 400 m piani - 44"83
- Oro al Memorial Van Damme ( Bruxelles), 400 m piani - 44"94
- Oro al Meeting de Paris ( Parigi), 400 m piani - 45"28

2010
- Oro in Coppa continentale ( Spalato), 400 m piani - 44"22
- Vincitore della Diamond League nella specialità dei 400 m piani (28 punti)
- Oro alla Weltklasse Zürich ( Zurigo), 400 m piani - 44"13
- Oro all'Athletissima ( Losanna), 400 m piani - 44"57
- Oro al Golden Gala ( Roma) - 44"73
- Oro allo Shanghai Golden Grand Prix ( Shanghai), 400 m piani - 45"41

2011
- Oro all'Adidas Grand Prix ( New York), 400 m piani - 45"13
- Argento al Prefontaine Classic ( Eugene), 400 m piani - 45"43
- 4º al Meeting de Paris ( Parigi), 400 m piani - 45"50

2012
- 5º all'Herculis ( Monaco), 400 m piani - 45"28
- 5º al Prefontaine Classic ( Eugene), 400 m piani - 45"68

2013
- Bronzo all'Adidas Grand Prix ( New York), 400 m piani - 45"72

2015
- 7º all'Adidas Grand Prix ( New York), 400 m piani - 45"89

2016
- Bronzo agli FBK Games ( Hengelo), 400 m piani - 46"33